# Gianpaolo della Chiesa
Gianpaolo della Chiesa (Tortona, 1521 – Roma, 11 gennaio 1575) è stato un avvocato, politico e cardinale italiano.

## Biografia
Nato a Tortona nel 1521, Gianpaolo della Chiesa era parente di papa Pio V. Studiò all'Università degli Studi di Padova e all'Università degli Studi di Pavia e si laureò in utroque iure. Trasferitosi a Milano, esercitò la professione di avvocato, acquisendo una ottima reputazione, tanto da essere chiamato in Spagna per difendere Gonzalo II Fernández de Córdoba contro il re Filippo II di Spagna. Il re fu favorevolmente colpito dal della Chiesa e lo nominò prima senatore di Milano ed in seguito governatore di Pavia per due anni.
Dopo la morte della moglie, il Senato di Milano lo inviò a Roma per tentare di appianare la disputa con il cardinale Carlo Borromeo. Il suo modo di procedere fu apprezzato dal papa, che lo nominò abate commendatario di San Pietro di Muleggio. In seguito divenne anche Referendario del Supremo Tribunale della Segnatura Apostolica.
Quando al soglio pontificio fu eletto papa Pio V, questi pensò di nominare come cardinal nipote Serafino Della Chiesa, zio di Gianpaolo e membro dei Canonici regolari della Congregazione del Santissimo Salvatore lateranense, ma dopo il rifiuto di quest'ultimo, la scelta cadde su Gianpaolo. Fu nominato cardinale il 24 marzo 1568 e il successivo 5 aprile ricevette la berretta ed il titolo di San Callisto.
Il 3 maggio 1568 fu nominato prefetto del Supremo Tribunale della Segnatura Apostolica, carica che mantenne fino alla morte. Fu uno dei sei cardinali incaricati dal papa di investigare sul caso del cardinale Innocenzo Ciocchi del Monte. Il 10 maggio 1570 optò per l'ordine dei cardinali titolari e il 14 maggio gli fu conferito il titolo di San Pancrazio fuori le mura. Fece parte anche della Congregazione per la Lega contro i Turchi e della Congregazione del censo.
Partecipò al conclave del 1572 che elesse papa Gregorio XIII. Morì l'11 gennaio 1575 e fu sepolto nella sua chiesa titolare. 